# Julius Pauly

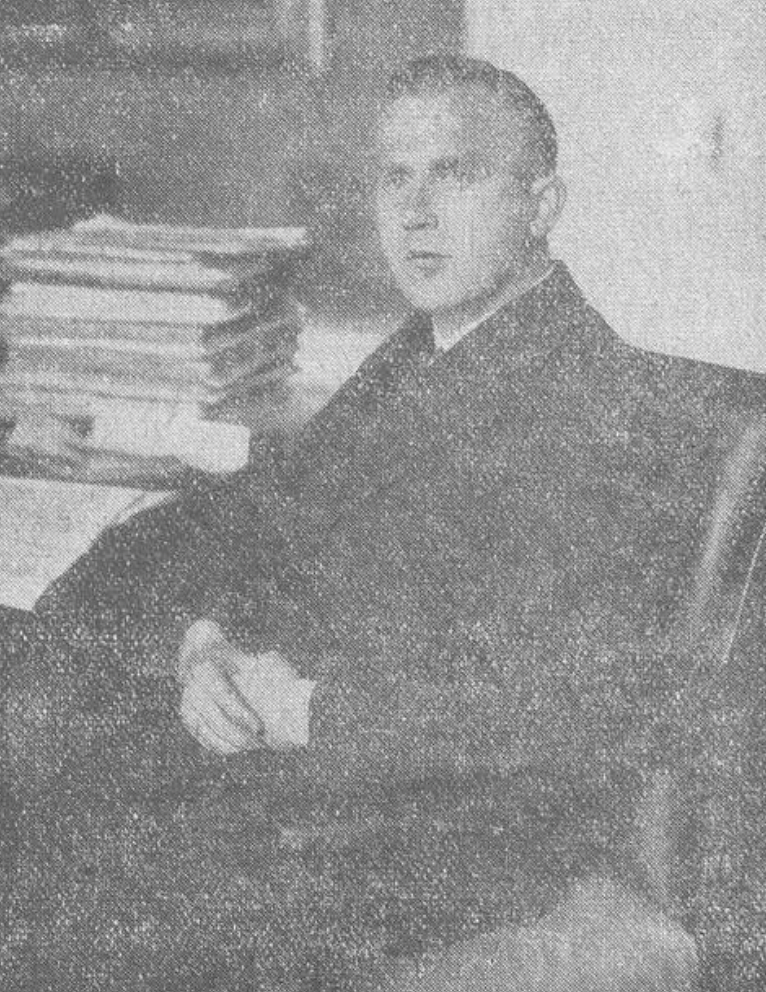
Julius Pauly als Staatssekretär in Oldenburg im Mai 1933

Julius Heinrich Pauly (* 16. Februar 1901 in Birkenfeld; † 30. März 1988 in Oldenburg) war ein deutscher Jurist und Politiker (NSDAP). 

## Leben
Nach dem Besuch des Gymnasiums in Birkenfeld nahm Pauly, der Sohn des Postoberschaffners Julius Pauly (1875–1945), ein Studium der Rechtswissenschaften auf, das er 1923 mit dem Ersten Staatsexamen abschloss. Nach Ablegung des Zweiten Staatsexamens 1927 trat er im Dezember 1927 in den oldenburgischen Staatsdienst ein. Er wurde zunächst zum Amtsgerichtsrat ernannt und arbeitete in den folgenden Jahren an den Amtsgerichten in Brake und ab Dezember 1928 in Oldenburg. Am 1. April 1929 erhielt er die Ernennung zum Landgerichtsrat.
Pauly trat zum 1. Oktober 1931 in die NSDAP ein (Mitgliedsnummer 707.033), in der er als Jurist rasch Karriere machte. Anfang 1932 wurde er Ortsgruppenleiter in Oldenburg. Von Mai bis Juni 1932 war er Mitglied des Oldenburgischen Landtages.
Als im Juni 1932 die erste nationalsozialistische Landesregierung unter Ministerpräsident Carl Röver gebildet wurde, amtierte Pauly vom 16. Juni 1932 bis zum 6. Mai 1933 als Staatsminister der Finanzen in der Regierung des Freistaates Oldenburg. In der von Ministerpräsident Georg Joel geleiteten Folgeregierung war er bis zum 15. Mai 1933 erneut Finanzminister. Im Anschluss übernahm er von Heinz Spangemacher zusätzlich das Justiz- und das Kultusministerium (Ministerium für Kirchen und Schulen). Die Leitung des Justizministeriums oblag ihm noch bis zu dessen Auflösung am 4. Dezember 1934. Danach war er noch Minister der Finanzen und für Kirchen und Schulen.
Pauly versuchte in den Schulen die nationalsozialistische Weltanschauung durchzusetzen und ordnete per sogenanntem Kreuzerlass vom 4. November 1936 die Entfernung von kirchlichen und religiösen Symbolen (Kruzifixe und Lutherbilder) aus den öffentlichen Gebäuden und Schulen an. Der Erlass löste besonders im katholischen Oldenburger Münsterland als Kreuzkampf bezeichnete Massenproteste aus, die Ministerpräsident Röver letztlich zwangen, den Erlass am 25. November 1936 bei einer Großveranstaltung in Cloppenburg zurückzunehmen. Trotz dieses Rückschlags setzte Pauly in den nächsten Jahren seine antikatholische Schulpolitik fort, wobei er u. a. eine Anzahl katholischer Ordensschulen schloss, den Religionsunterricht behinderte und konfessionslose Gemeinschaftsschulen einführte. Im Frühjahr 1938 kam es deswegen zu einem Schulstreik in Goldenstedt, der von der Gestapo unterdrückt wurde und für eine Anzahl der Beteiligten im Konzentrationslager Oranienburg endete.
Mit Fortdauer des Zweiten Weltkrieges wurde auch Pauly Ende 1942 Soldat, zuletzt mit dem Dienstgrad Leutnant. Am Ende des Krieges geriet er in Kriegsgefangenschaft und kam erst im Herbst 1947 nach Oldenburg zurück. In seinem Entnazifizierungsverfahren wurde er 1950 in die Kategorie III (Minderbelasteter, der aber den Nationalsozialismus „wesentlich gefördert“ hatte) eingestuft. In den Öffentlichen Dienst wurde Pauly danach nicht wieder übernommen, sondern war zeitweilig als Rechtsanwalt bzw. als juristischer Mitarbeiter einer Rechtsanwaltskanzlei tätig.
Pauly war seit 1928 verheiratet mit der aus Birkenfeld stammenden Erna geb. Schneider (* 1903). Das Ehepaar hatte fünf Kinder (zwei Töchter und drei Söhne).